# Calanticaria inegii
Calanticaria inegii là một loài thực vật có hoa trong họ Cúc. Loài này được ("S.González, M.González & Rzed.") E.E.Schill. & Panero mô tả khoa học đầu tiên năm 2002.